# Zapotèque de Zaniza
Le zapotèque de Zaniza (ou papabuco, zapotèque de Santa María Zaniza, zapotèque de Sola de Vega de l'Ouest) est une variété de la langue zapotèque parlée dans l'État de Oaxaca, au Mexique.

## Localisation géographique
Le zapotèque de Zaniza est parlé dans les localités de Santa María Zaniza (en), Santiago Textitlán (en), Santiago Xochiltepec, El Frijol et Buenavista, dans l'État de Oaxaca, au Mexique,.

## Intelligibilité avec les variétés du zapotèque
Les locuteurs du zapotèque de Zaniza ont une intelligibilité de 10 % du zapotèque de Texmelucan (le plus similaire).

## Utilisation
En 1990, le zapotèque de Zaniza est utilisé par 770 personnes, pour la plupart adultes, certains parlent également notamment l'espagnol et quatre sont monolingues.